# Tofiq Əhmədov
Tofiq Əhmədov (ur. w 1978 w Baku) – azerski bokser, brązowy medalista mistrzostw świata w Bangkoku, w wadze lekkopółśredniej.

## Kariera amatorska
W 2003 roku zdobył brązowy medal w wadze lekkopółśredniej, podczas mistrzostw świata w Bangkoku. W półfinale pokonał go Francuz Willy Blain, który zdobył złoty medal.